# セブンプラザ (山形県)
セブンプラザ（SEVEN PLAZA）は、かつて山形県山形市七日町に存在した複合商業施設である。
本稿では、2014年までセブンプラザを所有していた山形中央開発株式会社（やまがたちゅうおうかいはつ）についても記述する。

## 歴史・概要

### 開業 → 東北初の本格的ファッションビルとして
1974年（昭和49年）6月に開業。山形市の中心市街地である七日町で営業をしていた。5階建てのビルであった。建物のビルは1956年に完成したもので、かつては百貨店の「丸久」が入居していた。松坂屋との業務提携を開始に伴い1973年に場所を移転。「丸久」跡地の活用を目的に1973年11月に山形中央開発が設立され、翌年にセブンプラザとして再オープンした。
セブンプラザは開業時当初山形県はもちろん東北地方では初めての本格的なファッションビルとして注目され、主に女性向けファッションテナントが数多く入居していた他、映画館（後述）も5階に入居していた。セブンプラザも立地する七日町商店街の中心となる商業施設として活性化していった。

### 他店舗との競合、テナントの撤退、運営会社が破産
1980年代前半までは経営は順調であり、1981年12月期は3億3268万円の売上があった。しかし、1980年代後半以降は、再開発ビル「AZ七日町」の開業、ニチイ山形店のビブレ転換、ダイエーのテナントビル化などにより、七日町を始めとした中心市街地同士での客の奪い合いが加速した。山形市郊外へのイオンモールの出店や、仙台市への消費人口の流出などが重なり経営は悪化。これによりテナントの入退店が繰り返されるようになった。2000年代に入ってからは売り上げの低下が加速したと同時に、不動産取得に伴う多額の負債を抱えるなどして財務状況も悪化していった。
このため、山形中央開発は2009年11月にARCとARC七日町パーキングプラザの不動産を他社へ譲渡するなどして債務の圧縮を図ろうとしたが、2013年12月期の売上は約1億円にまで低下。山形中央開発は2014年9月にセブンプラザの不動産をフージャースコーポレーションへ売却したと同時に事業を停止した。
山形中央開発は事業停止の半年後である2015年3月9日に、関連会社である七日町パーキングプラザとマリエルと共に山形地方裁判所から破産手続開始決定を受けた。負債総額は山形中央開発が約28億4000万円で、3社合計の負債総額は約37億9900万円となっている。マリエルの営業権は破産手続開始決定前に他社へ譲渡されている。山形中央開発と七日町パーキングプラザは同年10月26日に法人格が消滅した。

### 閉業
2010年代に入り、七日町商店街活性化のための七日町第5ブロック南地区の再開発事業計画が持ち出された。これについて地権者との協議が行われ、その結果セブンプラザと隣接するビルを解体することが2016年に公表された。その後セブンプラザは2017年7月31日に全フロアの営業を終了し、閉業となった。テナントの1つだった100円ショップのキャンドゥがアズ七日町に移転するなど、一部テナントは他の場所での営業を開始したが、営業を完全に停止したテナントもある。

### 解体後
2016年のビル解体の告知と同時に低層階に商業施設が入る高層マンションに建て替えることが告知されており、2018年4月よりビルの解体工事が行われている。マンションの名称は「デュオヒルズ山形七日町タワー」に決定。2020年度末の完成を目指し、工事が進められた。2021年3月に竣工し、同年7月21日にはデュオヒルズ山形七日町タワーに隣接する商業施設「七日町ルルタス」をオープンさせた。

## 映画館
セブンプラザの5階には1986年3月15日から2006年11月までの20年以上にわたり2スクリーンの映画館が存在していた。当初は東日本ヘラルドによる『山形シネアート』という名称でスタートしたが、1990年、フォーラムシネマネットワークに譲渡され、『ヌーベルフォーラム』（略称・ヌーベルF）に改称。1984年7月25日に開業した『山形フォーラム1・2』の別館として営業したが、2000年12月に霞城セントラル内にオープンしたシネマコンプレックス『山形ソラリス』へと経営を集約させるため2001年3月30日をもって撤退。同年7月14日、宮崎合名社に譲渡され、『シネマイータ』（cinema e'ta）として再オープン。既に存在していた山形シネマ旭などと共に「宮崎シネマチェーン」を形成していたが、2004年秋に宮崎合名社の映画館事業が、新たに設立された株式会社ムービーオンに譲渡されると、それから2年後にシネマイータは賃貸借契約を終える形で閉館。翌2007年12月23日には山形シネマ旭（2スクリーン）も完全閉館し、2008年4月26日、これらの後継施設に当たるシネコンのMOVIE ONやまがたがオープンした。
| スクリーン | ヌーベルF時代 | シネマイータ時代 |
| ---------- | ------------- | ---------------- |
| 1          | 144           | 120              |
| 2          | 99            | 90               |